# Bizz
Het Belgische tijdschrift Bizz is een financieel-economisch maandblad dat wordt uitgegeven door uitgeverij Roularta, bekend van onder meer Knack en Voetbalmagazine. Het blad is in 1999 opgericht naar Franse en Amerikaanse voorbeelden. Het probeert ondernemers en werknemers vele praktische tips aan te reiken om hun onderneming of carrière succesvol uit te bouwen.
Bizz verschijnt tien keer per jaar en wordt zowel in het Nederlands als het Frans uitgegeven. Hoofdredactrice is sinds augustus 2008 Nathalie van Ypersele. Volgens de CIM-cijfers bereikt het magazine 95.000 lezers.

## Thema’s
Marketing, management, ondernemerschap, leadership, financiën en communicatie zijn thema’s die maandelijks aan bod komen. Daarnaast krijgt het evenwicht tussen privéleven en werken veel aandacht, net zoals veelbelovende jonge professionals.